# 삼정더파크
삼정더파크는 부산광역시 부산진구 초읍동에 위치한 동물원으로, 부산광역시 내에서는 유일한 동물원이다. 과거 성지곡동물원이라는 이름으로 개장하였으나 2005년 폐업한 후 2014년 재개장하였다. 이후 2020년 4월 24일까지 운영 후 폐업하였다. 이후 현재까지 사육사들만 남아서 남은 동물들을 관리하고 있다.